# Roland Schimmelpfennig
Roland Schimmelpfennig (født 19. september 1967 i Göttingen) er en tysk dramatiker og teaterinstruktør. Han er i øjeblikket den samtidsdramatiker, hvis teaterstykker oftest spilles i Tyskland. Hans teaterstykker er blevet opført i mere end 40 lande. 

## Liv
Roland Schimmelpfennig blev født i Göttingen og arbejdede efter studentereksamen som journalist i Istanbul. I 1990 påbegyndte han en instruktøruddannelse på Otto-Falckenberg-skolen i München. Efter at have afsluttet uddannelsen arbejdede han som instruktørassistent og senere som medarbejder i den kunstneriske ledelse af Münchner Kammerspiele. Han arbejdede desuden ved Schaubühne i Berlin, Burgtheater i Wien og Volksbühne i Berlin. 
I henholdsvis 2000, 2001, 2002, 2003, 2005 og 2009 blev hans nyeste stykke inviteret til Mülheimer Theatertage. 
Hans stykke Den gyldne drage er blevet opført i Danmark på Aalborg Teater og Husets Teater.

## Dramatik
Schimmelpfennig, der også selv arbejder som instruktør, er ikke repræsentant for postdramatisk teater, men bekender sig til den literære dramatradition, hvor den literære tekst er omdrejningspunktet i opsætningen af stykket. Schimmelpfennigs stykker hører dog dramaturgisk set til blandt den mest avancerede samtidsdramatik, fordi han for eksempel undlader at lave faste rolletildelinger, stykkerne er som regel collageagtigt struktureret og indeholder ofte surreelle eller fantastiske komponenter. Schimmelpfennig har udviklet sin egen form inden for det fortællende teater, hvor figurene til stadighed overskrider deres roller for - henvendt til publikum - at beskrive eller berette om sig selv. 

## Priser
- Else-Lasker-Schüler-Preis for stykket Stück Fisch um Fisch, 1997
- Schiller-Gedächtnispreis til unge dramatikere til unge, 1998
- Nestroy-Theaterpreis for bedste stykke (Push up 1 – 3), 2002
- Hörspiel des Jahres for Für eine bessere Welt, 2004
- Nestroy-Theaterpreis for bedste stykke (Besuch bei dem Vater), 2009
- Else-Lasker-Schüler-Dramatikerpreis, 2010
- Mülheimer Dramatikerpreis for stykket Den gyldne drage, 2010

## Værker

### Theaterstykker
- Die ewige Maria, 1996
- Keine Arbeit für die junge Frau im Frühlingskleid, 1996
- Die Zwiefachen, 1997
- Aus den Städten in die Wälder, aus den Wäldern in die Städte, 1998
- Fisch um Fisch, 1999
- Vor langer Zeit im Mai, 2000
- MEZ, 2000
- Die arabische Nacht, 2001
- Push Up 1-3, 2001
- Vorher/Nachher, 2002
- Alice im Wunderland, 2003
- Die Frau von früher, 2004
- Angebot und Nachfrage, 2005
- Auf der Greifswalder Straße, 2006
- Ende und Anfang, 2006
- Körperzeit, 2007
- Das Reich der Tiere, 2007
- Start Up, 2007
- Besuch bei dem Vater, 2008
- Calypso, 2008
- Hier und Jetzt, 2008
- Idomeneus, 2008
- Der Goldene Drache, 2009
- Der Elfte Gesang, 2010
- Das Weiße Album nach The Beatles, 2010
- Peggy Pickit sieht das Gesicht Gottes, 2010
- Vier Himmelsrichtungen, 2011
- Das fliegende Kind, 2012
- Spam, 2014

### Hørespil
- Die Aufzeichnung, 1998
- Die Taxiterroristin - Drei Filme für den Preis von einem, 1999
- Krieg der Wellen, 2000
- Die arabische Nacht, 2001Regie: Klaus Buhlert (HR/WDR)
- vorher/nachher, 2001
- Angebot und Nachfrage, 2003
- Für eine bessere Welt, 2004
- Krim-Krieg in Wiesbaden, 2008
- Auf der Greifswalder Straße, 2010
- Der goldene Drache, 2012

### Librettoer
- Das Gesicht im Spiegel, med musik af Jörg Widmann, 2003
- Der goldene Drache, med musik af Peter Eötvös, 2014